# Rivière aux Rats (vattendrag i Kanada, Québec, lat 48,89, long -72,24)
Rivière aux Rats är ett vattendrag i Kanada.   Det ligger i provinsen Québec, i den östra delen av landet, 500 km nordost om huvudstaden Ottawa.
I omgivningarna runt Rivière aux Rats växer i huvudsak blandskog. Runt Rivière aux Rats är det mycket glesbefolkat, med 7 invånare per kvadratkilometer.